# Fegen (östra)
Fegen (östra) este o arie protejată (arie specială de conservare — SAC, sit de importanță comunitară — SCI, arie de protecție specială avifaunistică — SPA) din Suedia întinsă pe o suprafață de 2.050,8 ha, integral pe uscat.

## Localizare
Centrul sitului Fegen (östra) este situat la coordonatele 57°10′56″N 13°09′35″E / 57.1821°N 13.1597°E.

## Înființare
Situl Fegen (östra) a fost declarat sit de importanță comunitară în decembrie 1995 pentru a proteja 6 specii de animale. Alte tipuri de protecție:
- arie de protecție specială avifaunistică (în martie 1996)[2]
- arie specială de conservare (în martie 2011)[1][3][4]

## Biodiversitate
Situată în ecoregiunea boreală, aria protejată conține 5 habitate naturale: Pășuni din zone de pădure fino-scandinave, Păduri de fag Luzulo-Fagetum, Ape stătătoare oligotrofe până la mezotrofe, cu vegetație de Littorelletea uniflorae și/sau de Isoëto-Nanojuncetea, Fânețe de joasă altitudine (Alopecurus pratensis, Sanguisorba officinalis), Turbării active.
La baza desemnării sitului se află mai multe specii protejate:
- păsări (5): stârc cenușiu (Ardea cinerea), cufundar polar (Gavia arctica), cufundar mic (Gavia stellata), vultur pescar (Pandion haliaetus), chiră de baltă (Sterna hirundo)
- mamifere (1): liliac cârn (Barbastella barbastellus)